# Campeonato de Francia de Rugby 15 1901-02
El Campeonato de Francia de Rugby 15 1901-02 fue la 11.ª edición del Campeonato francés de rugby, la principal competencia del rugby galo.
El campeón del torneo fue el equipo de Racing Club quienes obtuvieron su tercer campeonato.

## Desarrollo

### Semifinal
| 1901 | Racing Club | 6 - 0 | Stade Français |  |  |

| 1901 | Stade Bordelais | 6 - 0 | FC Lyon |  |  |

### Final
| 23 de marzo de 1902 | Racing Club | 6 - 0   | Stade Bordelais | Parc des Princes, París |  |
|                     |             | Reporte |                 |                         |  |

| Bandera de Francia  |
| Campeón Racing Club |
| Tercer título       |